# 郑入滑之战
郑入滑之战，公元前640年（周襄王十二年、鲁僖公二十年、郑文公三十三年），郑国公子士、大夫泄堵寇率军攻滑国（今河南省偃师市东南）的作战。
前640年夏，郑国附庸滑国叛郑，投靠卫国，郑文公于是派公子士、大夫泄堵寇领兵攻滑，迫使其再次依从于郑。郑军进入滑国的时候，滑人听从命令。军队回去，滑国又亲附卫国。郑国的公子士、洩堵俞弥带兵进攻滑国。周襄王派伯服、游孙伯到郑国请求不要进攻滑国。郑文公逮捕了伯服和游孙伯。周襄王发怒，领着狄人进攻郑国。
前627年，殽之戰前，秦国灭亡滑国，而晋秦殽之戰后，滑地属于晋国。前574年正月，郑国子驷侵攻晋虚、滑。前504年，成周的儋翩率领王子朝的部下依仗郑国，准备在成周发动叛乱，郑国在这时攻打冯地、滑地、胥靡、负黍、狐人、阙外。